# M'ama, non m'ama (gioco)

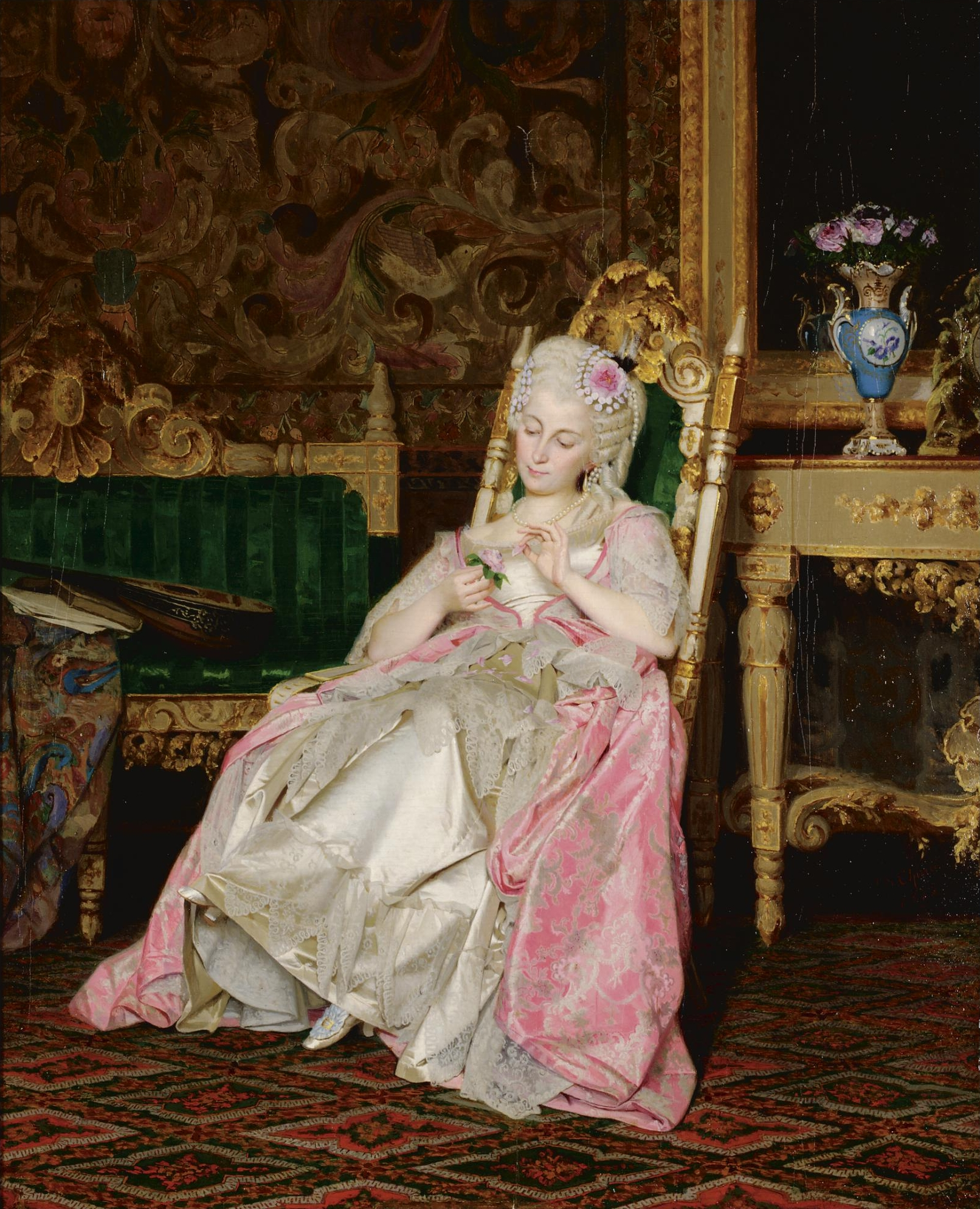
M'ama, non m'ama. Giacomo Di Chirico, 1872

M'ama, non m'ama (originariamente chiamato effeuiller la marguerite in francese) è un gioco di origine francese, con il quale una persona cerca di capire se il suo amato ricambia o no.
Il giocatore strappa i petali di un fiore (generalmente una margherita o una pratolina) uno alla volta alternando per ogni petalo le frasi "M'ama" e "Non m'ama"; la frase che capiterà una volta staccato l'ultimo petalo indicherebbe se l'amato del giocatore prova a sua volta amore verso quest'ultimo o meno. Il giocatore è infatti motivato dall'attrazione verso la persona per cui tentano la fortuna con il gioco; potrebbe star cercando conferma per le sue supposizioni, o agendo per stravaganza.
Nella versione francese originale del gioco, i petali non indicano soltanto se l'oggetto del desiderio del giocatore lo ama a sua volta o no, ma l'intensità: un peu o "un poco", beaucoup o "molto", passionnément or "appassionatamente", à la folie o "alla follia" e pas du tout o "per niente".

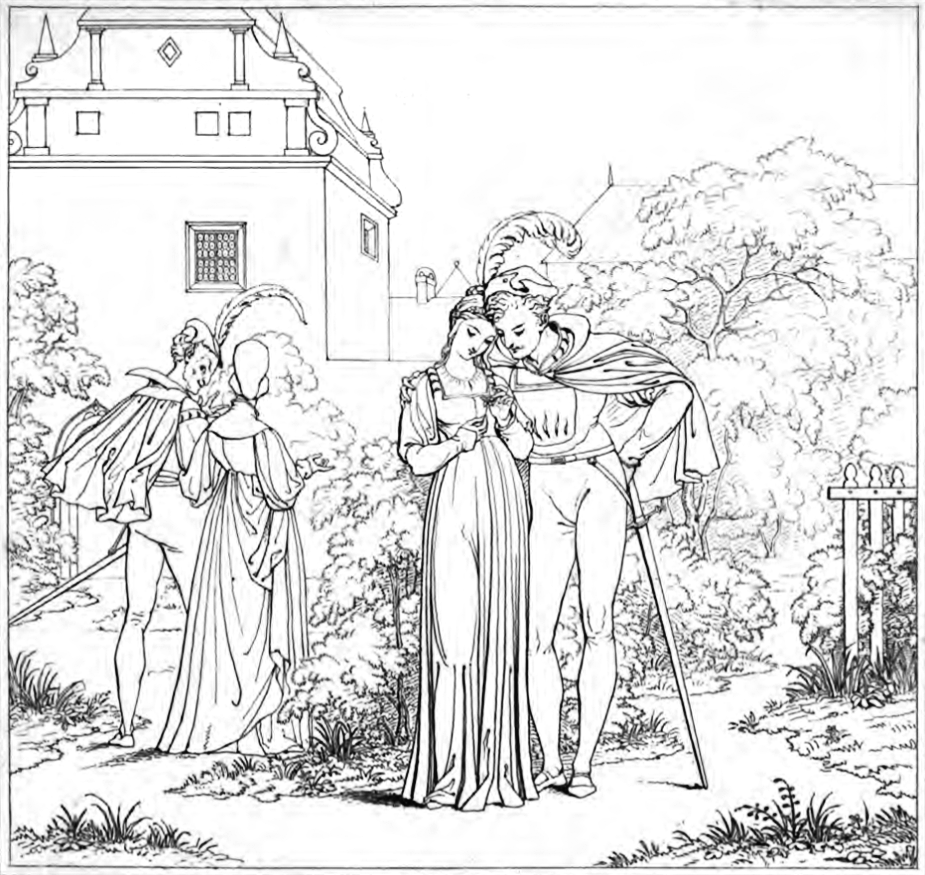
La Decisione del Fiore (1820)

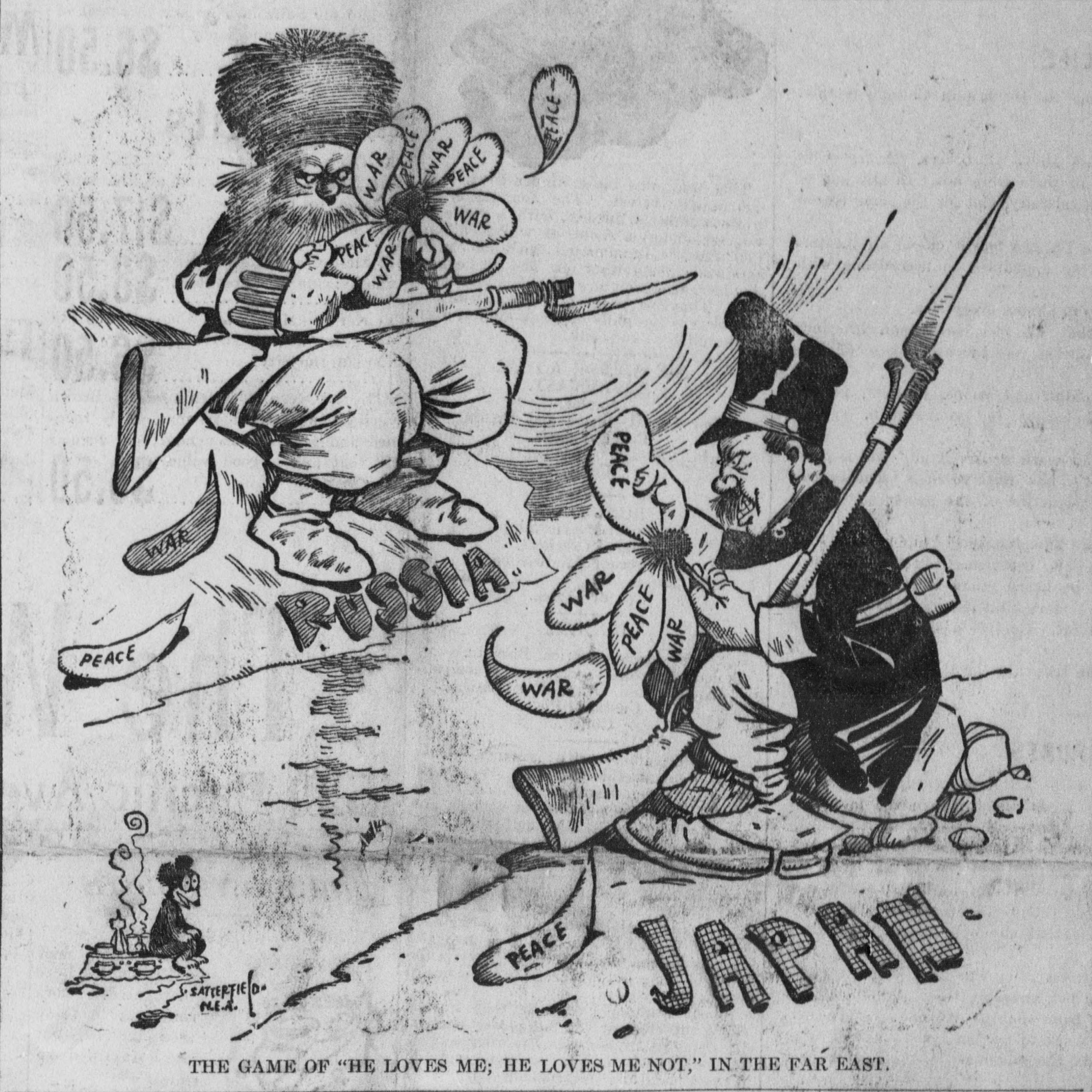
Questa vignetta del 1904 di Bob Satterfield raffigura l'Impero russo e l'Impero giapponese che usano il gioco per decidere se entrare in guerra tra loro